# KZ Martha
Das Konzentrationslager Martha, auch bezeichnet als Julius M, Mühlenwerke AG Mühlhausen oder Junkerswerke Mühlhausen, war ein Außenlager des KZ Buchenwald.
Im Zuge der Verlagerung mehrerer Fertigungsbereiche der Schönebecker Junkers Flugzeug- und Motorenwerke in die Fabrikhalle der Thuringia – Kammgarnspinnerei GmbH Mühlhausen am nördlichen Stadtrand (Tarnbezeichnung Mühlenwerke AG Mühlhausen) entstand das Kommando im April 1944. Bis zur Auflösung des Lagers Anfang April 1945 wurden insgesamt um die 660 männliche Häftlinge aus dem KZ-Außenlager Schönebeck oder direkt aus Buchenwald nach Mühlhausen verlegt.

## Vorgeschichte und Entstehung
Die Thuringia, zuvor ein Textilunternehmen mit mehr als 650 Beschäftigten, stellte kurz nach dem deutschen Überfall auf Polen den Betrieb weitgehend ein. Ein Großteil des Personals wurde in kriegswichtige Unternehmen versetzt. Das Fabrikgelände, in dessen ungefähr im Bereich der heutigen Wendewehrstraße 119/120 befindlichen Zentrum ein großflächiges Fabrikgebäude mit Sheddach stand, fand rasch Neumieter in Gestalt der Luftwaffe und des Heeres. Ab Ende 1943 plante die Firma Junkers, das Areal als Verlagerungsstandort u. a. für die Abteilungen Werkzeugbau und Presswerk zu nutzen. Im Frühjahr 1944 verlegte sie mehr als 200 Werkzeugmaschinen von Schönebeck nach Mühlhausen. Der Masseneinsatz von KZ-Häftlingen als Sklavenarbeiter war von Anfang an eingeplant. Dazu kamen zivile Zwangsarbeiter und wohl auch französische Kriegsgefangene. Baupläne lokalisierten den eigentlichen Außenlagerbereich am nördlichen Ende der Halle auf einer Fläche von über 2.000 Quadratmetern. Wahrscheinlich am 22. April 1944 trafen die ersten 61 KZ-Häftlinge aus dem Außenlager Schönebeck ein, weitere Transporte folgten.

## Zustände im KZ Martha

### Belegung
Bis Ende Juni 1944 stieg die Zahl der Lagerinsassen auf rund 450 und erreichte im September mit 578 einen Höchststand. Da immer wieder Gefangene als arbeitsunfähig nach Buchenwald überstellt und zudem im August 1944 drei Dutzend Gefangene in das Außenlager Rottleberode deportiert wurden, glich die SS die Abgänge durch eine Anzahl kleinerer Transporte nach Mühlhausen aus. Insgesamt wurden rund 660 Gefangene nach Mühlhausen deportiert. Die basierend auf einem Schreiben der Mühlenwerke AG gelegentlich genannte Maximalbelegung von 800 Mann wird von den Unterlagen des KZ Buchenwald nicht bestätigt.
Unter den Gefangenen, die in großer Mehrheit den roten Winkel der politischen Häftlinge trugen, waren mit jeweils um die 220 Mann Franzosen und Bürger der UdSSR die größten Gruppen. Dazu kamen gut 110 Polen, mehr als 50 Tschechen sowie kleinere Gruppen aus Belgien, Italien, Holland, Luxemburg und Rumänien sowie zum Teil in Deutschland gebürtige „Staatenlose“. Deutsche Staatsbürger bildeten mit gut einem Dutzend eine kleine Minderheit, waren aber unter den Funktionshäftlingen stark überrepräsentiert. Mindestens fünf Gefangene hatten einen jüdischen Hintergrund, drei waren deutsche Sinti.

### Lebensbedingungen
Die Gefangenen kamen in einer durch hölzerne Zwischenwände unterteilten Werkhalle unter. Sie schliefen auf mehrstöckigen Holzpritschen. Der Appellplatz und Außenbereich waren partiell mit Stacheldraht und Wachtürmen gesichert. Die unmittelbare Nachbarschaft zu den im selben Gebäudekomplex gelegenen Arbeitsplätzen ersparte den Gefangenen zwar längere Wege, führte aber zu einer permanenten, erheblichen Lärmbelastung. Die Versorgung entsprach allem Anschein nach der üblichen eintönigen und knappen Verpflegung in den meisten KZ-Außenlagern und war gerade ausreichend für den körperlichen Erhalt. Anfang 1945 verschlechterten sich Qualität und Größe der Rationen zudem rapide. Eine gewisse Erleichterung brachten Pakete, welche über die Vermittlung des Roten Kreuzes das Lager erreichten. Diese Möglichkeit bestand vor allem für westeuropäische Gefangene, weit weniger für Polen oder gar die sowjetischen Häftlinge.
Vergleichsweise gut für ein KZ-Außenlager gestaltete sich die medizinische Versorgung, die weitgehend in den Händen des Häftlingsarztes Erling Hansen und des Pflegers Hubert Colle lag. Die beiden Franzosen fanden in dem für die Außenlager in Mühlhausen und Niederorschel zuständigen SS-Sanitätsdienstgrad Unterscharführer Friedrich Arzt einen unerwarteten Freund und Verbündeten, der sich wiederholt zugunsten der Gefangenen einsetzte. In besonders schwerwiegenden Fällen konnten Gefangene in ein Mühlhäuser Krankenhaus verlegt werden.
Brutale Übergriffe gehörten im KZ Martha zum Alltag. Einzelne Funktionshäftlinge, mehrere deutsche zivile Vorgesetzte der Mühlenwerke AG, vor allem aber Angehörige der SS-Wachmannschaften misshandelten Gefangene aus oft nichtigen Anlässen. Es war wohl vor allem diese Brutalität, die zu einer Reihe von Fluchtversuchen polnischer und sowjetischer Gefangener führte.

### Arbeitsbedingungen
Betrug die Arbeitszeit im KZ Martha zunächst gut acht Stunden pro Tag, setzte man die Schichten nach kurzer Zeit auf rund elf Stunden herauf. Gearbeitet wurde an mindestens sechs Tagen die Woche, dazu waren oft zusätzliche Aufgaben im Lager zu übernehmen. Gegen Ende des Krieges häuften sich freilich außerplanmäßige Pausen, weil Luftalarme, Stromausfälle und Angriffe auf das Transportnetzwerk des Deutschen Reiches Arbeitsunterbrechungen in der Flugzeugteilefertigung erzwangen. Da die Gefangenen vielfach ungenügend ausgebildet und körperlich geschwächt waren und unter ständigem Druck standen, ihr Soll zu erfüllen, ereigneten sich zahlreiche Arbeitsunfälle. Nicht selten führten diese zum Verlust von Fingergliedern oder eines ganzen Fingers. Ungeachtet der strengen Überwachung kam es in der Fertigung immer wieder zu Sabotageakten, vor allem durch sowjetische und französische Gefangene.
Kleinere Kommandos arbeiteten auch außerhalb des Lagers, etwa bei Aufräumeinsätzen in der Stadt Mühlhausen nach alliierten Luftangriffen oder bei der Brennholzbeschaffung.

### Lagerpersonal
Der erste Lagerkommandant des KZ Martha, SS-Obersturmführer Eugen Dietrich, leitete das Außenlager von Ende April bis Anfang Juli 1944. Ihm unterstanden rund 30 SS-Männer, wahrscheinlich in der Mehrheit längerdienende Angehörige der Totenkopfverbände. Etwa zeitgleich mit dem Weggang des Kommandanten wurden mehr als 40 ehemalige Luftwaffenangehörige nach Mühlhausen abkommandiert, während ein Großteil der ursprünglichen Wachmannschaften dem Vernehmen nach zum Fronteinsatz kam. Die Wehrmachtsangehörigen gliederte man bald darauf formal in die Waffen-SS ein. Als neuer Lagerkommandanten sandte Buchenwald SS-Oberscharführer Franz Janitschke. Sowohl Janitschke als auch Dietrich waren Weltkriegsveteranen, die Anfang der 1930er Jahre zur NSDAP bzw. SS gefunden hatten. Beide hatten vor ihrem Einsatz in Mühlhausen leitende Positionen in anderen Außenlagern innegehabt. Der Wechsel des Lagerpersonals brachte indes keinen nennenswerten Wandel für die Gefangenen. Misshandlungen blieben bis zum Ende des Lagers an der Tagesordnung.

## Auflösung des Lagers
Im Angesicht der näherrückenden US-amerikanischen Bodentruppen räumte die SS das KZ Martha am Morgen des 2. April 1945. Häftlingsarzt Erling Hansen und SS-Sanitätsdienstgrad Friedrich Arzt konnten Lagerkommandant Janitschke überzeugen, zwei Fuhrwerke zu beschlagnahmen, auf denen neben dem Gepäck der SS marschunfähige Häftlinge Platz fanden. Gezogen von ihren kräftigeren Kameraden überstanden sie so die Zwangsevakuierung. Tatsächlich ist für den Marsch, der am 4. April in Buchenwald endete, kein Todesfall unter den Gefangenen belegt. Gleichwohl forderten die katastrophalen Bedingungen in Buchenwald, die Todesmärsche, auf die ein Teil der Häftlinge von dort aus in den letzten Kriegstagen getrieben wurde, und die Spätfolgen der Gefangenschaft noch einmal zahlreiche Opfer. Während für das KZ Martha kein Toter vor Ort belegt ist, starben mehr als 50 der Gefangenen nach ihrer Verlegung in ein anderes Lager oder nach einem Fluchtversuch. Mindestens einer wurde in Buchenwald hingerichtet. Die tatsächliche Zahl der Toten war sehr wahrscheinlich deutlich höher.

## Aufarbeitung und Gedenken
Hinweise auf Strafprozesse gegen Angehörige des Wachpersonals von KZ Martha finden sich kaum. Eugen Dietrich, 1945 bis 1949 in erst amerikanischer, später französischer Internierung, musste sich 1949/50 einem westdeutschen Spruchkammerverfahren stellen. Er wurde jedoch lediglich als Minderbelasteter eingestuft und kam mit einer einjährigen Bewährungsfrist sowie dem zeitweiligen Verlust seiner politischen Rechte davon. Franz Janitschke ging offenbar komplett straffrei aus und verbüßte nicht einmal eine längere Internierungshaft. Ermittlungen in den 1970ern wurden ergebnislos eingestellt.
Das Werksgelände der Thuringia/Mühlenwerke GmbH diente nach dem Krieg lange Jahre als Standort des Werks II des Textilunternehmens VEB Mülana Mühlhausen. Seit 1986 erinnerte eine Gedenktafel an der Vorderfront an die Existenz des Außenlagers. 2004 entfernte man angesichts des anstehenden Abrisses der Werkhallen die Tafel, sie ging schließlich unter ungeklärten Umständen verloren. Während kein Gebäuderest vom ehemaligen Außenlager und den Arbeitsstätten der Häftlinge geblieben ist, hat die Stadt Mühlhausen 2023 eine Informationsstele zum KZ Martha und seinen Insassen errichtet.